# Solartaxi

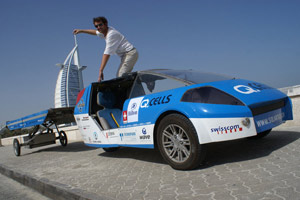
Louis Palmer und das Solartaxi in Dubai

Solartaxi ist das Projekt des Schweizer Umweltaktivisten Louis Palmer, erstmals mit einem Solarfahrzeug die Erde zu umrunden. Die Wortschöpfung Solartaxi ist dabei sowohl der Name des Projekts als auch der Name des selbst konstruierten Fahrzeugs. Planung und Bau begannen im Jahr 2004, die Weltumrundung wurde im Jahr 2007 begonnen und im darauffolgenden Jahr erfolgreich abgeschlossen, nachdem in 18 Monaten 38 Länder nach 54.000 km Fahrt durchquert wurden.
Palmer entwickelte erste Ideen zur Weltumrundung im Solarfahrzeug bereits in seiner Kindheit. Nachdem er zunächst als Lehrer gearbeitet hatte, widmete er sich in verschiedenen Projekten mehr und mehr der Energiewende. Währenddessen führte er zahlreiche teils extreme Reisen durch, die ihn auf die Weltreise des Solartaxis vorbereiteten.

## Fahrzeug
Das Elektroauto Solartaxi ist eine komplette Eigenkonstruktion des Teams um Louis Palmer. Es besteht aus einem 500 kg schweren, dreirädrigen Zugfahrzeug mit 90 km/h Höchstgeschwindigkeit und einem Verbrauch von 8 kWh / 100 km, sowie einem mit Photovoltaikmodulen bedeckten, 250 kg schweren Anhänger. Das Solartaxi bietet zwei nebeneinander angeordnete Sitzplätze, die dank eines verstellbaren Lenkrads gleichwertig als Fahrerplatz genutzt werden können. Die Planung und Konstruktion des Fahrzeugs begann 2004, als Palmer Studenten an mehreren Schweizer Unis herausforderte, ein weltreisetaugliches Solarfahrzeug zu konstruieren. Nach zweijähriger Arbeit mit einem Team von zuletzt 70 Personen wurde das Fahrzeug auf einer ersten langen Testfahrt nach Barcelona gefahren.

## Weltumrundung
Die 18-monatige Fahrt begann am 4. Juli 2007 in Luzern und endete am 18. Dezember 2008 am selben Ort. Die Route verlief in östlicher Richtung durch Osteuropa, den Balkan, den Nahen Osten, die Arabische Halbinsel, Indien, Bali, Neuseeland, Australien, mehrere fernöstliche Länder, China, Südkorea, Kanada und die Vereinigten Staaten. Auf Streckenabschnitten, die eine Seeüberquerung nötig machten, wurde das Fahrzeug teilweise zerlegt auf dem Schiffsweg transportiert, auf der Strecke zwischen Bali und Neuseeland im Frachtraum des Greenpeace-Schiffes Rainbow Warrior. Bali wurde als Wegpunkt auf der Strecke gewählt, um mit dem Solartaxi an der Weltklimakonferenz 2007 der Vereinten Nationen teilzunehmen. Auf seiner Weltumrundung legte das Solartaxi 54.000 gefahrene Kilometer zurück. Als technisches und logistisches Begleitfahrzeug diente während der gesamten Strecke ein achtsitziger Toyota HiAce.
Die Expedition des Solartaxis gilt als erste Weltumrundung mit einem Solarfahrzeug.

## Team
Palmer war in allen Teilbereichen und Phasen des Projekts intensiv selbst involviert, dies reichte von der detaillierten Planung der Konstruktion über das Fahren des Fahrzeugs bis zum Organisieren der Route und Vorträge während der Weltumrundung. Dennoch war der Erfolg des Projekts abhängig von der Zusammenarbeit eines großen Teams, das sich auf freiwilliger Basis während des Projekts um Palmer bildete und ständig erweiterte. Die intensivste Zusammenarbeit erfolgte mit dem Techniker für erneuerbare Energien Thomas Gottschalk, der die Konstruktion des Solartaxis leitete und als einziges Teammitglied die gesamte Weltumrundung begleitete, sowie dem Filmemacher Erik Schmitt, der ab Indien an der Reise teilnahm und das Projekt in Form eines Fernsehfilms dokumentierte.